# Dinamarca en el Festival de la Canción de Eurovisión 2010

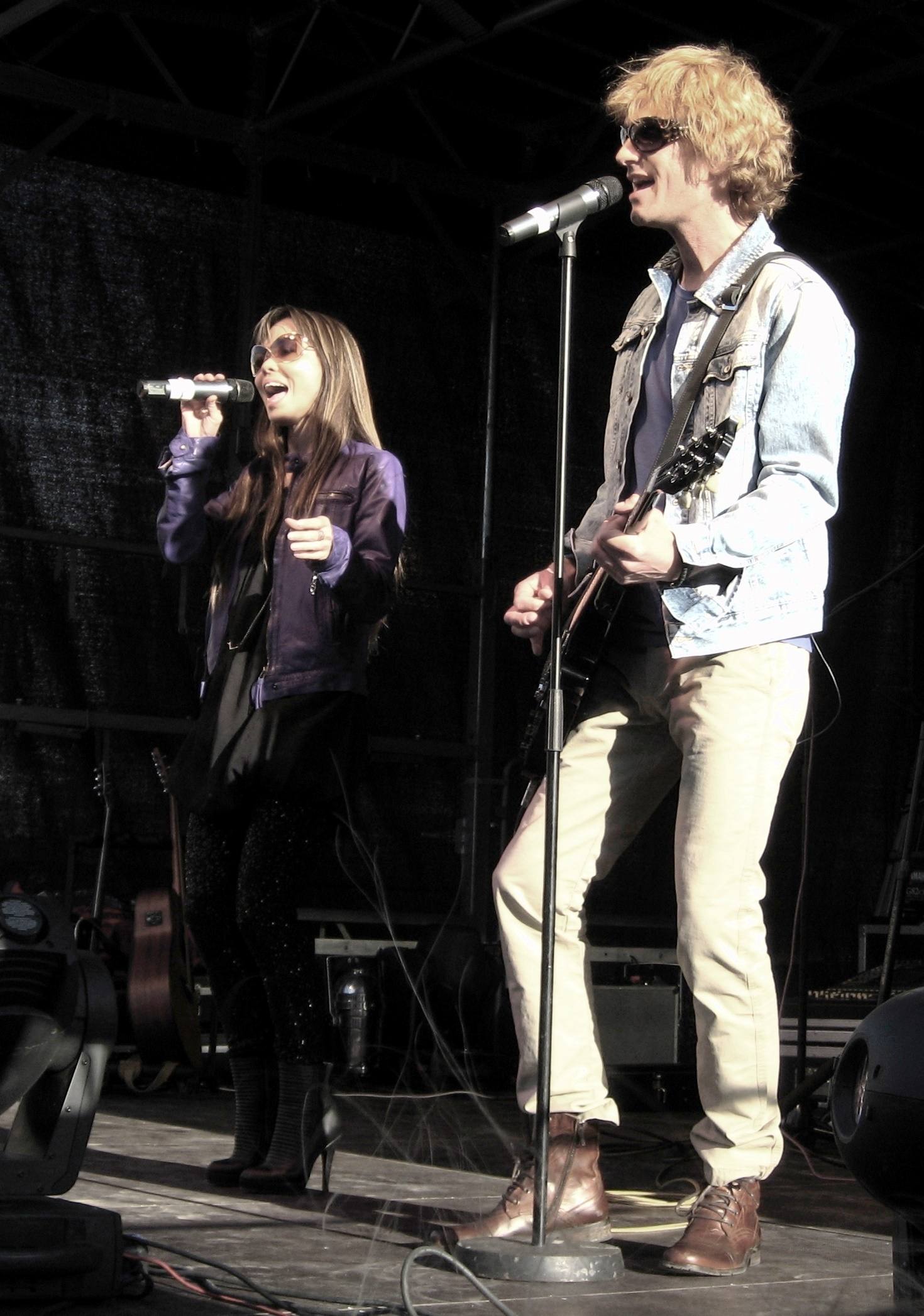
Chanée & N'evergreen en concierto ejecutando "In a Moment Like This", canción presentada por Dinamarca en el Eurovisión 2010

Dinamarca participó en el Festival de la Canción de Eurovisión 2010, habiendo sido el décimo noveno país en confirmar oficialmente su participación en la edición de 2010. 
El país realizó su famoso Dansk Melodi Grand Prix el febrero de 2010 en el recinto Gigantium de la ciudad de Aalborg. Los presentadores del evento fueron Felix Smith y Julie Berthelsen, con la colaboración de Jørgen de Mylius y Keld Heick. 
| Puesto | Artista              | Canción                 | Letra (l) / Música (m)                                                                           | Resultados                    |
| ------ | -------------------- | ----------------------- | ------------------------------------------------------------------------------------------------ | ----------------------------- |
| 1      | Bryan Rice           | "Breathing"             | Peter Bjørnskov (m & l)                                                                          | Gran Final - Artista invitado |
| 2      | Joakim Tranberg      | "All About a Girl"      | Lars Halvor Jensen (m & l), Martin Michael Larsson (m & l), Ronan Keating (m & l)                |                               |
| 3      | MariaMatilde Band    | "Panik!"                | Maria Sejer (m & l), Matilde Kühl (m & l), Mads Haugaard (m & l), Marcus Winther-John (m & l)    |                               |
| 4      | Simone               | "How Will I Know"       | Jacob Launbjerg (m), Andreas Mørck (l)                                                           | Gran Final                    |
| 5      | Jens Marni           | "Gloria"                | Svend Gudiksen (m & l), Johannes Jørgensen (m & l), Noam Halby (m & l)                           |                               |
| 6      | Chanée & N'evergreen | "In a Moment Like This" | Thomas G:son (m & l), Henrik Sethsson (m & l), Erik Bernholm (m)                                 | Gran Final - Ganador Final    |
| 7      | Kaya Brüel           | "Only Tonight"          | Kaya Brüel (m & l)                                                                               | Artista invitada              |
| 8      | Thomas Barsøe        | "Just Like Rain"        | Patrick Jonsson (m & l), Joakim Övrenius (m & l), Thomas Karlsson (m & l), Thomas Barsøe (m & l) |                               |
| 9      | Sukkerchok           | "Kæmper for kærlighed"  | Lasse Lindorff (m & l), Martin Michael Larsson (m & l), Lise Cabble (m & l)                      | Artistas invitadas            |
| 10     | Silas & Kat          | "Come Come Run Away"    | Lise Cabble (m & l), Simon Munk (m & l)                                                          | Gran Final                    |

De las diez canciones presentadas al concurso, cuatro de ellas pasaron a la denominada Gran Final. Dichas canciones habrían obtenido las puntuaciones más altas en unas votaciones divididas a partes iguales entre un jurado y el voto por SMS. En la segunda ronda, o Gran Final, los participantes tendrían que competir por parejas siendo el ganador de dicho duelo el que pasaría a la ronda final. En estas nuevas votaciones el voto correspondía en su totalidad al voto realizado por SMS.
|  | Semifinal                                      | Semifinal                |  |  | Ronda Final | Ronda Final |
|  |                                                |                          |  |  |             |             |
|  |                                                |                          |  |  |             |             |
|  |                                                |                          |  |  |             |             |
|  | Simone - "How Will I Know"                     |                          |  |  |             |             |
|  |                                                |                          |  |  |             |             |
|  | Chanée & N'evergreen - "In a Moment Like This" |                          |  |  |             |             |
|  | Chanée & N'evergreen - "In a Moment Like This" |                          |  |  |             |             |
|  |                                                |                          |  |  |             |             |
|  |                                                | Bryan Rice - "Breathing" |  |  |             |             |
|  | Silas and Kat - "Come Come Run Away"           |                          |  |  |             |             |
|  |                                                |                          |  |  |             |             |
|  | Bryan Rice - "Breathing"                       |                          |  |  |             |             |
|  |                                                |                          |  |  |             |             |